# Nicolas Buchholz
Nicolas Buchholz (* 19. November 2001 in Rostock) ist ein deutscher Basketballspieler.

## Laufbahn
Buchholz spielte als Kind Fußball sowie andere Ballsportarten, 2011 begann er beim EBC Rostock mit dem Basketball und wurde fortan in der Jugendabteilung des Vereins ausgebildet. Im Mai 2018 gewann er mit dem EBC den deutschen U18-Pokal. Im Dezember 2018 erhielt Buchholz einen ersten Kurzeinsatz bei den Rostock Seawolves in der 2. Bundesliga ProA. Am Nachwuchsturnier der Euroleague im Januar 2019 nahm er als Gastspieler des FC Bayern München teil. In derselben Saison wurde er zum Allstar-Spiel der Nachwuchs-Basketball-Bundesliga (NBBL) eingeladen.
Im Sommer 2021 verließ er Rostock nach insgesamt zehn ProA-Kurzeinsätzen und wechselte zu den Dragons Rhöndorf, Aufsteiger in die 2. Bundesliga ProB. In der Hauptrunde des Spieljahrs 2022/23 war er mit 88 getroffenen Dreipunktwürfen ligaweit führend.
Im Juni 2023 vermeldete Zweitligist Paderborn Baskets Buchholz’ Verpflichtung. Mit den Ostwestfalen verfehlte er 2024 den Klassenerhalt in der 2. Bundesliga ProA. Zur Saison 2024/25 kehrte Buchholz in seine Geburtsstadt zurück, nahm ein Studium auf und schloss sich der zweiten Rostocker Mannschaft in der 2. Bundesliga ProB an.

### Nationalmannschaft
2019 wurde er in der Spielart „3-gegen-3“ in die deutsche U18-Nationalmannschaft berufen.